# انتخابات ریاست‌جمهوری مصر (۲۰۱۴)
انتخابات زودهنگام ریاست‌جمهوری مصر از ۲۶ تا ۲۸ مه ۲۰۱۴ برگزار شد. انتخابات برای شهروندان خارج از مصر از ۱۵ مه به مدت ۵ روز برگزار شد.

## پیشینه
در پی کودتای ۲۰۱۳ مصر و برکناری محمد مرسی رییس‌جمهور قانونی مصر، دولت موقت قرار شد طی دوره‌ای انتقالی در اوایل سال آینده انتخابات را برگزار کند
در فروردین ۱۳۹۲ در اقدامی بی‌سابقه دادگاه مصر ۵۲۹ اخوانی را به اتهام خشونت طی محاکمه‌ای سه‌روزه به اعدام محکوم کرد، از جمله محمد بدیع رهبر اخوان‌المسلمین مصر و سعد کتاتنی رئیس مجلس پیشین مصر. اخوان‌المسلین این اقدام را نسل‌کشی خواند.
داوود اغلو وزیر خارجهٔ ترکیه این اقدام را دشمنی با مردم‌سالاری خواند و جان کری وزیر خارجهٔ آمریکا خواستار لغو این حکم شد. کری پیش از این گفته‌بود که جوانان مصری بی هیچ انگیزه‌ای دینی وارد میدان تحریر شده‌بودند و اخوان‌المسلمین انقلاب را ربوده‌بود و هدف از کودتای ارتش را تلاش برای بازگرداندن مردم‌سالاری خوانده‌بود که خشم اخوان را برانگیخته‌بود.
گفته شده که ارتش مصر می‌داند اگر اخوان‌المسلمین آزاد باشد مانند گذشته در انتخابات خواهد بُرد و با این کار در صدد حذف رقیب و در دست گرفتن قدرت است.

## نامزدان
- عبدالفتاح سیسی[۱۰] با استعفا از مقام وزارت دفاع نامزد ریاست‌جمهوری مصر شد.[۱۱] ارتش از نامزدی او حمایت کرد.[۱۲] پیش از این هشدارهایی مبنی بر اینکه نظامیان قصد دارند پس از کودتا قدرت را مانند دوران پیش از انقلاب ۲۰۱۱ مصر در دست گیرد مطرح شده‌بود.
- حمدین صباحی[۱۳] رسماً نامزدی خود برای انتخابات ریاست‌جمهوری مصر را اعلام کرد.[۱۴] وی در انتخابات گذشته در دور نخست پس از شفیق در جایگاه سوم قرار گرفته‌بود.

### سرشناسانی که نامزد نشدند
- احمد شفیق[۱۵] که گفته‌بود در صورت نامزدی سیسی از او حمایت خواهد کرد و نامزد نخواهد شد، در پی اعلام رسمی نامزدی سیسی نامزد نشد و از او حمایت کرد.[۱۶] وی در انتخابات گذشته در دور دوم از مرسی شکست خورده‌بود.
- حزب سلفی نور که از حامیان کودتا است اعلام کرده‌است که نامزدی نخواهد داشت.[۱۷] این حزب رسماً از سیسی حمایت کرد.[۱۸]
- حزب وفد جدید در انتخابات نامزدی نخواهد داشت.
- عدلی منصور رییس‌جمهور موقت نیز اعلام کرده‌است که در انتخابات نامزد نخواهد شد.[۱۹]
- عمرو موسی که در انتخابات گذشته رای چندانی نداشت گفته نامزد نخواهد شد.
- عبدالمنعم ابوالفتوح نیز که در انتخابات پیش شکست خورده‌بود گفت در اعتراض به وضع موجود و نبود آزادی و حقوق بشر و مردم‌سالاری نامزد انتخابات نمی‌شود. او گفت نمی‌توانیم مردم را فریب دهیم.[۲۰]
- خالد علی که اعلام نامزدی کرده‌بود در اعتراض به تغییر قانون انتخابات کناره‌گیری کرد.[۲۱]

### تحریم
- اخوان‌المسلمین مصر و جنبش دفاع از مشروعیت انتخابات را تحریم کرده‌بودند.
- حزب مصر قوی انتخابات را تحریم کرد.[۲۰]
- ایمن نور رقیب مبارک و حزبش فردای انقلاب در انتخابات پیشتر مصر نیز انتخابات را تحریم کرد.

## برگزاری
انتخابات از ۹ صبح تا ۲۱ در ۵ خرداد و نیز از ۹ تا ۲۲ در ۶ خرداد برگزار گردید.
انتخابات در حالی آغاز شد که اخوان‌المسلمین و جنبش مشروعیت تحریمش کرده‌بودند. شیخ یوسف قرضاوی از حامیان سرشناس محمد مرسی شرکت در انتخابات را حرام اعلام کرده‌بود. با این حال شیخ احمد طیب شیخ دانشگاه ازهر با انداختن رای خود مردم را به انتخابات دعوت کرد.
نمایندگان حمدین صباحی در برخی منطقه‌ها دستگیر شدند که با اعتراض مردم مواجه شد.
به‌رغم اینکه انتخابات اجباری بود و دولت برای کسانی که در انتخابات شرکت نکنند ۵۰۰ پوند مصر (حدود ۷۰ دلار آمریکا) جریمه در نظر گرفته‌بود، انتخابات یک روز تمدید شد.
واکنش‌ها به تمدید انتخابات منفی بود. بهابازار (بورس) مصر ۶ میلیارد پوند سقوط کرد. بسیاری از حامیان حمدین صباحی انتخابات را تحریم کردند و از نمایندگی‌های دفتر او خارج شدند.

## نتیجه
در انتخابات مصر که از ۵ تا ۷ خرداد ۱۳۹۳ برگزار شد، از مجموع ۲۵٬۵۷۸٬۲۲۳ رای سیسی با ۲۳٬۷۸۰٬۱۰۴ رای موفق به کسب ۹۶٫۹۱٪ و صباحی با به دست آوردن ۷۵۷٬۵۱۱ رای ۳٫۰۹٪ رای‌ها را به دست‌آورد. در انتخابات خارج مصر نیز از مجموع ۳۱۸٬۰۳۳ رای ۳۱۳٬۸۳۵ رای درست بود که از آن میان سیسی با ۲۹۶٬۶۲۸ رای موفق به کسب ۹۴٫۵۲٪ و صباحی با به دست آوردن ۱۷٬۲۱۷ رای ۵٫۴۹٪ آراء را به دست‌آورد. در تهران نیز سیسی ۱۸ رای و صباحی ۸ رای آورد .
| نامزد          | حزب             | رای        | درصد    |
| -------------- | --------------- | ---------- | ------- |
| عبدالفتاح سیسی | مستقل           | ۲۳٬۷۸۰٬۱۰۴ | ۹۶٫۹۱٪  |
| حمدین صباحی    | جریان مردمی مصر | ۷۵۷٬۵۱۱    | ۳٫۰۹٪   |
|                |                 |            |         |
| رای‌های درست    | رای‌های درست     | ۲۴٬۵۳۷٬۶۱۵ | ۹۵٫۹۳٪  |
| رای‌های باطله   | رای‌های باطله    | ۱٬۰۴۰٬۶۰۸  | ۴٫۰۷٪   |
| مجموع کل رای‌ها | مجموع کل رای‌ها  | ۲۵٬۵۷۸٬۲۲۳ | ۱۰۰٫۰۰٪ |
|                |                 |            |         |
| مشارکت         | مشارکت          | ۲۵٬۵۷۸٬۱۹۰ | ۴۷٫۴۵٪  |
| رای‌ندادگان     | رای‌ندادگان      | ۲۸٬۳۳۱٬۱۱۶ | ۵۲٫۵۵٪  |
| واجدان         | واجدان          | ۵۳٬۹۰۹٬۳۰۶ | ۱۰۰٫۰۰٪ |